# Jabal
|  | Per a altres significats, vegeu «Jàbal (orografia)». |

Al llibre del Gènesi, capítol quart, Jabal (hebreu: יָבָל בן-לֶמֶך, Yaval ben Lemech‎; àrab: جبل, Jabal) és el fill que Lèmec va tenir amb la seva primera dona Adà i germà de Jubal. També era germanastre de Tubal-Caín i Naamà, fills de Sil·là.
Se'l considera pare de la gent que viu en tendes i dels pastors nòmades. El teòleg britànic Gordon Wenham sosté que aquest vers significa que Jabal va ser el «pare» de l'estil de vida beduí.